# Белов, Алексей Михайлович (Герой Социалистического Труда)
Алексей Михайлович Белов — советский хозяйственный, государственный и политический деятель, Герой Социалистического Труда.

## Биография
Родился в 1921 году в Москве. Член ВКП(б).
Участник Великой Отечественной войны, капитан. С 1945 года — на хозяйственной, общественной и политической работе. В 1945—1980 гг. — помощник машиниста, машинист, машинист-инструктор депо «Измайлово» Московского метрополитена имени В. И. Ленина.
Указом Президиума Верховного Совета СССР от 7 мая 1971 года присвоено звание Героя Социалистического Труда с вручением ордена Ленина и золотой медали «Серп и Молот».
Избирался депутатом Верховного Совета РСФСР 8-го и 9-го созывов.
Умер после 1987 года.